# Insurrection (roman)
Pour les articles homonymes, voir Insurrection (homonymie).
Roman sur les Royaumes oubliés
Insurrection est le titre en français du roman Insurrection de Thomas M.Reid, basé sur le monde imaginaire des Royaumes oubliés, paru chez Fleuve noir en 2005 sous le titre La cité des toiles chatoyantes, puis  chez Milady en 2009.

## Résumé
Dans leur quête pour découvrir la raison du silence de Lloth, la déesse araignée, les drows se rendent à Ched Nasad. 

## Remarque
- La séquence de la guerre de la reine araignée a été dirigée par R.A. Salvatore, et écrite par six auteurs différents. Inurrection est le second volume de cette séquence.